# Malacodea regelaria
Malacodea regelaria is een nachtvlinder uit de familie van de spanners (Geometridae).
De spanwijdte van deze vlinder is 25 tot 31 millimeter bij het mannetje. De grondkleur van de vleugels is lichtgrijs met donkergrijze spikkeling en een tekening van donkergrijze golflijnen. Het vrouwtje heeft vleugelstompjes van zo'n 3 millimeter en kan niet vliegen.
De soort gebruikt fijnspar (Picea abies) als waardplant. De soort vliegt in een jaarlijkse generatie van april tot in mei. De rups is te vinden in juli. De soort overwintert als pop.
De soort komt voor van Fennoscandinavië en Estland tot Noord-Siberië. In Nederland en België is hij niet waargenomen.